# Angela Drechsler
Angela Drechsler (9. listopadu 1883 Světlá – 21. května 1961 Bischofsmais, Západní Německo) byla sudetoněmecká vlastivědná pracovnice a učitelka hudby. Amatérsky se zabývala historií. Proslavila se především dvoudílnou prací Altvaterland, která pojednává o dějinách obcí na Jesenicku.

## Životopis
Narodila se ve Světlé u Bruntálu. Vystudovala hudbu ve Vídni. Mezi léty 1904–1940 se živila jako učitelka hry na klavír v Olomouci. Mimoto se věnovala hudební kritice a vlastivědnému bádání. Napsala dvoudílnou práci o dějinách obcí na Jesenicku Altvaterland. V roce 1946 byla odsunuta do Německa. Po odsunu se mj. věnovala i zkoumání historie svého nového bydliště v Bischofsmaisu.

## Dílo
- Altvaterland: Urkundenregesten und zusammenfassende Gedanken über die Dorfverhältnisse im Neisser Fürstentum, österr. Anteil, heute Bezirk Freiwaldau, Schlesien. (2 díly)